# Calacuahutla
Calacuahutla är en ort i Mexiko.   Den ligger i kommunen Zoquiapan och delstaten Puebla, i den sydöstra delen av landet, 170 km öster om huvudstaden Mexico City. Calacuahutla ligger 1 049 meter över havet och antalet invånare är 109.
Terrängen runt Calacuahutla är bergig, och sluttar norrut. Runt Calacuahutla är det ganska glesbefolkat, med 43 invånare per kvadratkilometer. Närmaste större samhälle är Olintla, 14,0 km nordväst om Calacuahutla. I omgivningarna runt Calacuahutla växer huvudsakligen savannskog.